# Теофілакт Нікомедійський
Теофілакт († 845, на вигнанні у Карії) — сповідник, монах, єпископ міста Нікомедія (сьогодні Ізміт, Туреччина), християнський святий.
Святий Теофілакт походив з Малої Азії і жив у IX ст. Юнаком прибув до Константинополя, де патріарх Тарасій дав йому ґрунтовну богословську освіту. Потім Теофілакт вступив до монастиря над Босфором. Через декілька років св. Тарасій висвятив його на єпископа Нікомедії. Теофілакт опікувався убогими, вдовами, сиротами і божевільними. У його життєписі сказано, що він ходив з рушником, щоб обмивати та перев'язувати рани недужих.
У той час імператор Лев V Вірменин відновив іконоборчу єресь, тож наступник св. Тарасія на патріаршому престолі святий Никифор скликав собор, що відбувся у Царгороді 815 року. Теофілакт та інші єпископи переконливо пояснювали слушність вшановування святих образів, але імператор залишався затверділим у своїх єретицьких поглядах. Імператор покарав Теофілакта 30-літнім вигнанням у Карію. Теофілакт помер на засланні у 845 році.
- Пам'ять — 8 березня

## Джерело
- Рубрика Покуття. Календар і життя святих.[недоступне посилання з липня 2019] (дозвіл отримано 9.01.2007)